# Монастырь Пелекет
Монастырь Святого Иоанна Богослова (греч. Μονή Αγίου Ιωάννου του Θεολόγου), широко известный как монастырь Пелекет (тур. Pelekete manastırı; греч. Moνή Πελεκητής), — полуразрушенный монастырь византийской эпохи недалеко от современного Тирильи в Турции (средневековая Триглея в Вифинии).
Предположительно, монастырь был основан VIII веке. Название «Пелекет», что в переводе с греческого означает «высеченный топором», полагают, дано ему из-за его расположения на крутой скале.
В период иконоборчества монастырь был центром притяжения иконопочитателей, так что в 763/4 году он подвергся нападению и был сожжён дотла по приказу стратега иконоборца-фанатика Михаила Лаханодракона. Лахандракон подверг пыткам и смерти иноков обители во главе с игуменом Феостериктом. Тридцать восемь из них были заживо преданы погребению в Эфесе.
После окончания первого периода иконоборчества монастырь был восстановлен, но во вторую волну иконоборчества, после 813 года, опять стал средоточием иконопочитания, что привело к возобновлению репрессий в отношении монахов, и игумена Пелекета Макария приговорили к ссылке и тюремному заключению.
В IX веке исчезли упоминания о монастыре в доступных источниках.
Современные учёные идентифицируют его с руинами монастыря в 5 км к западу от города Тирильи, посвящённого святому Иоанну Богослову.
Сегодня местные жители называют его Айя Яни или Аяни, что является искажённой формой его греческого названия и означает «Святой Иоанн».